# Slottsberget
För andra betydelser, se Slottsberget (olika betydelser).

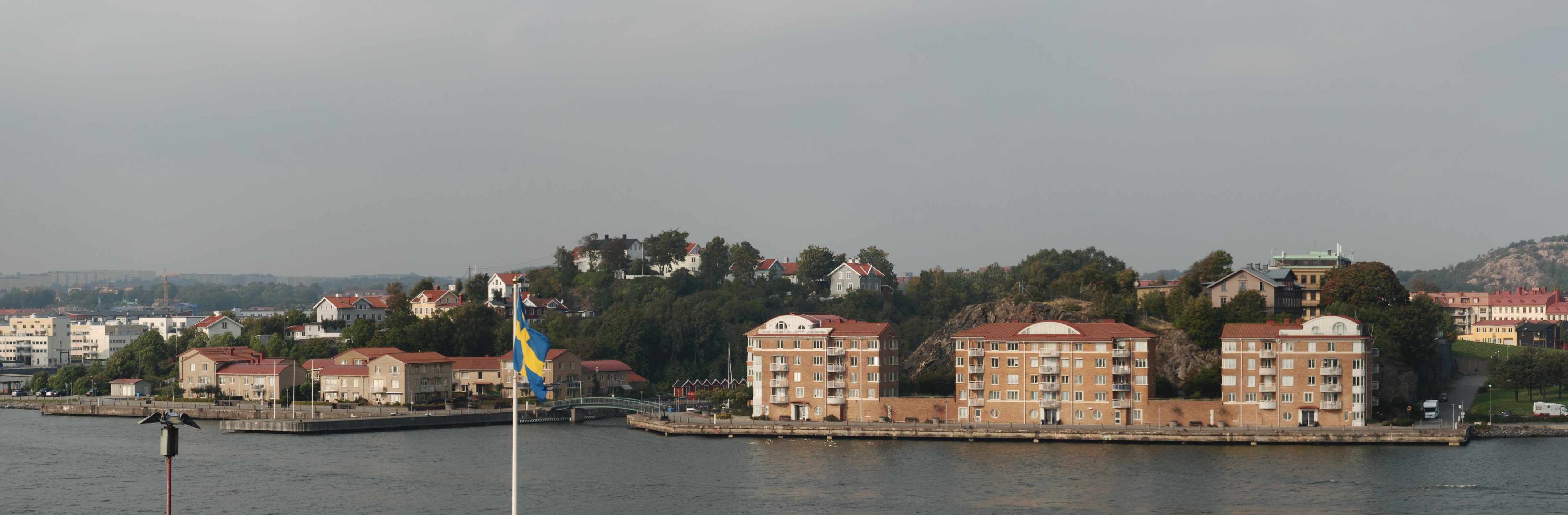
Slottsberget sett från Stigberget på södra sidan älven, en septemberdag 2010. Några av de 24 gamla trähusen syns på toppen av berget.

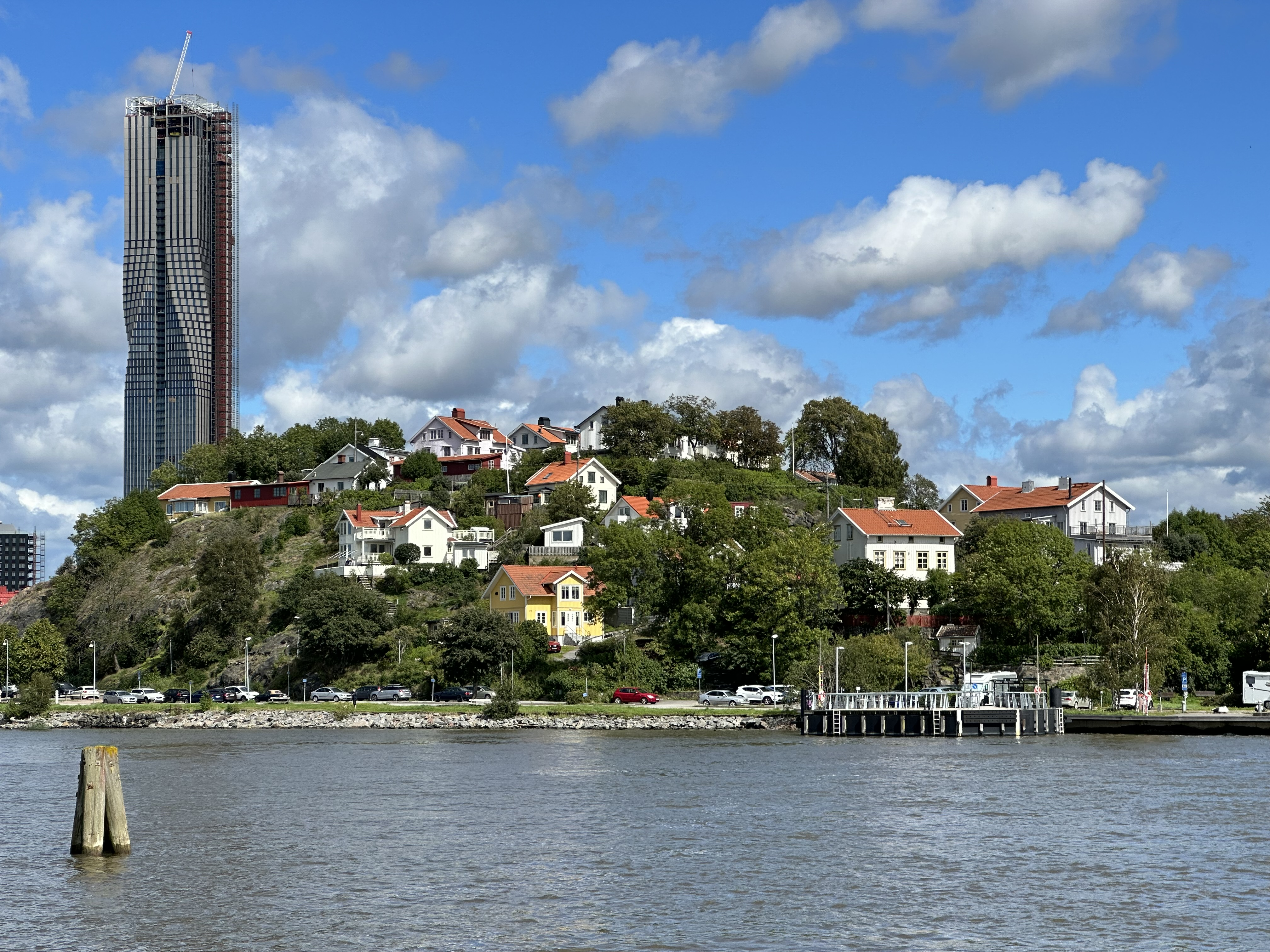
Slottsberget.

Slottsberget på 1940-talet.

Slottsberget är ett berg och ett bebyggt område inom stadsdelen Lindholmen på Hisingen i Göteborg. Det ligger på  Norra Älvstranden, med Sannegårdshamnen i väster och med de nybyggda delarna av Lindholmen i öster. I området finns många gamla hus av byggnadshistoriskt värde.

## Historik

### Själva berget
Lindholmens varv lät i slutet av 1800-talet de anställda bygga hus på berget helt utan stadsplanering. Det var små trähus i ett gytter uppe på toppen av berget, inte helt olikt ett bohuslänskt fiskeläge.
På 1960-talet ville varvet, som ägde marken, utvidga och bygga en ny torrdocka. Detta skulle innebära att hela berget skulle sprängas bort. Det blev dock protester, och bland annat Evert Taube engagerade sig i Slottsbergets bevarande. Efter några års kamp mot planerna, "löstes" det hela genom varvskrisen. I och med nedläggningen av varven, fick Slottsberget få lov att bli kvar. En kombination av konstnärer, studenter och – allt färre – varvsarbetare, kunde få bo kvar i husen där fyra rum och kök – utan vatten och avlopp – kunde hyras för 60 kronor i månaden. På 1980-talet kunde husen köpas billigt med tomträtt, där det dyraste gick på 75 000 kronor. Idag är de, fullt moderniserade och i en omgivning med nybyggda bostadshus, något dyrare.

### Norr om berget
Norr och nordöst om de små trähusen sluttar berget neråt, och det egentliga Slottsberget upphör. Sluttningen är den norra och östra delen av den gamla holmen Lindholmen på nordsidan av Göta älv. Holmen omgavs ända fram till 1864, helt eller delvis, av kanalen med namnet Kvillen. Sannegårdshamnen var också en kvarvarande del av kanalen. På sluttningen är bebyggelsen mer varierad, och här finns bland annat Lindholmsskolan och biografen Aftonstjärnan.